# خرده‌پای
خُرده‌پای (به ترکی آذربایجانی: Xırdapay) یک منطقهٔ مسکونی در جمهوری آذربایجان است که در شهرستان کردامیر واقع شده‌است.